# Complesso del disseccamento rapido dell'olivo

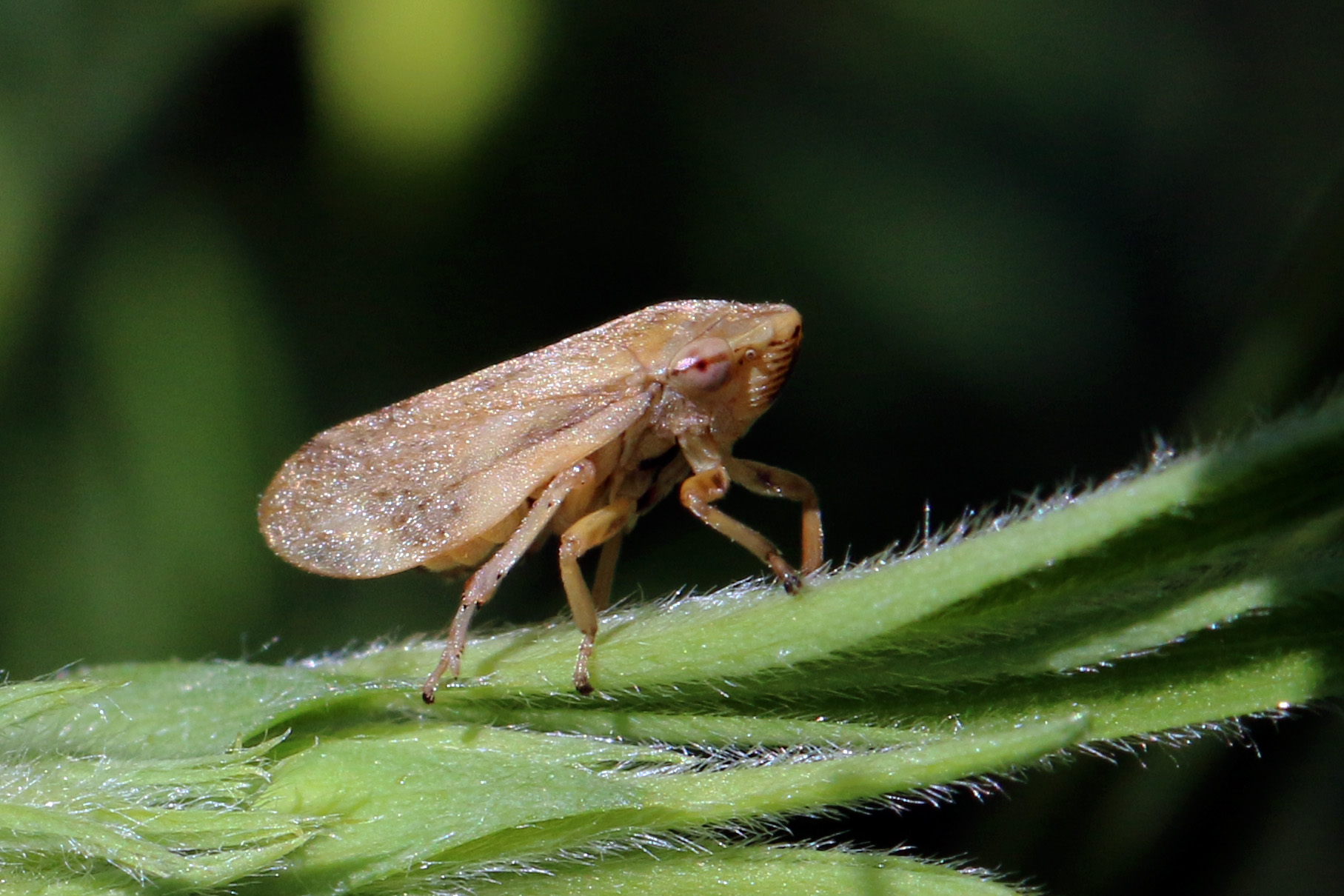
Philaenus spumarius (sputacchina media), principale vettore del ceppo CoDiRO di X. fastidiosa

Il complesso del disseccamento rapido dell'olivo, abbreviato in CoDiRO (Olive Quick Decline Syndrome, o OQDS, nella letteratura scientifica internazionale) è una fitopatologia che colpisce le piante di ulivo (Olea europaea), manifestandosi con disseccamenti del lembo delle foglie (bruscatura), dapprima limitati a rami isolati, poi estesi a intere branche della chioma fino a colpire anche l’intera pianta.
Come confermato da diversi studi la patologia è causata da un particolare ceppo batterico (identificato come ST53) di Xylella fastidiosa spp. pauca.

## Descrizione
La patologia è strettamente associata alla presenza, nelle piante colpite, di un particolare ceppo batterico (identificato come ST53) di Xylella fastidiosa spp. pauca. 
La natura causale del nesso tra il batterio e la fitopatologia è stato indagato da molti studi: già affermato dall'EFSA nel marzo 2016, ha trovato ulteriori e ancor più definitive conferme nel 2017 grazie ai risultati di un'analisi condotto dal prof. Giovanni Martelli, dell’Università di Bari e Accademico dei Lincei (oltre che componente della Commissione di ricerca dell'Accademia lincea), e dal prof. Enrico Bucci, della Temple University di Filadelfia, che hanno potuto servirsi dell'enorme messe di dati e campioni raccolti nel corso delle varie campagne di ricerca degli anni 2015 e 2016.
Xylella fastidiosa è un patogeno da quarantena, endemico di alcune zone dell'America settentrionale e centrale, dove è agente causale di diverse patologie, ma estraneo all'Europa e al bacino mediterraneo fino, all'incirca, alla fine degli anni 2000, quando il CoDiRO ha fatto la sua prima comparsa in Italia, tra gli uliveti dell'area salentina della provincia di Lecce (probabilmente tra il 2008 e il 2010, in una ristretta fascia ionica presso Gallipoli). La presenza del batterio è stato accertata nel 2013, quando un suo particolare ceppo (chiamato anch'esso CoDiRO) è stato isolato in ulivi affetti dalla patologia e su altre piante ospiti. L'espansione del CoDiRO, che interessava un'area di circa 8.000 ettari nella tarda estate 2013, si è sviluppata fino a raggiungere un'estensione di circa 25.000 ettari ad aprile 2015, con un impatto così vasto da essere stata definita da Joseph-Marie Bové, dell'Académie d'agriculture de France, come "la peggior emergenza fitosanitaria al mondo".
La denominazione della patologia come un "complesso" risale alle prime fasi di studio del CoDiRO e deriva dallo stato provvisorio delle conoscenze allora ancora in corso di acquisizione. Infatti, prima dell'enucleazione del ruolo chiave svolto da Xylella nell'eziologia del CoDiRO (acquisizione scientifica avvenuta nel 2014), l'attenzione si era concentrata su una serie di possibili e concomitanti fattori causali o di rischio osservati in esemplari di olivo colpiti dalla patologia. Tali fattori, tuttavia, si sono poi rivelati tutti di nulla o secondaria importanza rispetto al ruolo patogeno principale del batterio Xylella, riconosciuto dalla comunità scientifica come agente causale della fitopatologia del CoDiRO.
Il CoDiRO rappresenta un'enorme minaccia potenziale per l'intero comparto dell'olivicoltura italiana, con possibile espansione anche in altre aree del bacino mediterraneo o in California. Per questo, nell'immediatezza,  sono state avanzate drastiche proposte per consentirne l'eradicazione dal territorio pugliese, la cui messa in opera ha incontrato notevolissime resistenze, maturate all'interno di un dibattito politico (sconfinato anche su un terreno giudiziario, sia amministrativo sia penale) svoltosi su un piano dialettico che ha lasciato in ombra le indicazioni della comunità scientifica (accusata perfino di complotto) e ha trasformato l'oggetto della discussione in uno strumento per la ricerca di consenso da parte di vari degli attori coinvolti. Il carente stato di attuazione delle misure, dovuto all'opposizione iniziale alle indicazioni e all'inerzia politica nella loro concreta messa in atto, ha fatto sì che l'iniziale obiettivo di eradicazione non era più considerato raggiungibile già nel 2015 (visto che a marzo 2015, l'infezione di X. fastidiosa aveva già raggiunto una quindicina di altre piante ospiti nel vasto areale dell'olivo pugliese nel Salento, l'infezione di X. fastidiosa aveva già raggiunto una quindicina di altre piante ospiti), rimanendo ancora perseguibile la sola prospettiva del contenimento del batterio.
Di fronte al carente stato di attuazione, nell'aprile 2015 sono state varate misure meno drastiche, miranti, ormai, al solo contenimento del batterio nel Salento e nella provincia di Lecce e all'eradicazione della sola espansione settentrionale dei focolai, ma la resistenza rispetto anche a tale ultima misura ha vanificato, di fatto, anche il raggiungimento dell'obiettivo residuale del contenimento a sud della batteriosi.

## Sintomi
I sintomi del CoDiRO sono quelli tipici che si associano di frequente alle infezioni già conosciute di X. fastidiosa: essi consistono nell'intensa bruscatura delle foglie (leaf scorch, disseccamenti più o meno ampi a carico del lembo foliare): il fenomeno colpisce dapprima rami e piccole branche della chioma, isolati e distribuiti a caso, soprattutto a partire dai palchi superiori, per poi allargarsi a intere branche, fino a giungere a un'estensione tale da colpire l'intera porzione aerea della pianta. Altri sintomi sono il ridotto accrescimento di rami e germogli. Nello stadio finale, la chioma assume un colore bruciacchiato, ma l'albero rimane ancora in vita, benché ischeletrito nell'aspetto esteriore, e le sue radici, finché rimangono vitali, sono ancora in grado di emettere polloni destinati a disseccare in breve tempo. Interventi di potatura sugli esemplari deperiti riescono a favorire solo un'effimera ripresa vegetativa, con ricacci che spuntano in modo sporadico e settoriale, destinati anch'essi a disseccare.

### Suscettibilità
La sintomatologia colpisce con particolare gravità gli esemplari più grandi e vetusti, anche pluricentenari, con totale disseccamento degli ulivi antichi, mentre nelle piante più giovani, spesso, l'alterazione si limita a disseccamenti terminali che, in base alle osservazioni disponibili al 2015, non sembrano innescare il declino generalizzato dell'intera pianta. Negli esemplari più vetusti, già prima dell'enucleazione della stretta relazione con il batterio Xylella, erano riscontrati altri due fattori di rischio:
1. ampi attacchi della Zeuzera pyrina (rodilegno giallo, o falena leopardo, un lepidottero xilofago e fillofago, endemico in Salento, la cui diffusa presenza nella zona era già nota alla fine del XVIII secolo[1]) con le estese e caratteristiche gallerie scavate dalle larve[1];
2. necrosi del legno dell'annata con infezioni di miceti da varie specie di differenti generi, soprattutto Phaeoacremonium e Phaeomoniella, ma anche Pleurostomophora e Neofusicoccum[16]. Le infezioni fungine si avvantaggiano anche della presenza delle gallerie scavate dalle larve del rodilegno giallo[10].

I dati e le osservazioni, confermati da uno studio condotto dall'IPSP-CNR (Istituto per la Protezione Sostenibile delle Piante del Consiglio Nazionale delle Ricerche) e dall'Università degli Studi di Bari (Dipartimento di Scienze del Suolo della Pianta e degli Alimenti), hanno dimostrato un diverso grado di sensibilità al CoDiRO: ad esempio, si è rilevata una minor suscettibilità della cultivar Leccino rispetto a un'altra varietà locale, la Ogliarola salentina. Nel complesso, è stata evidenziata l'altissima suscettibilità di due varietà locali, la Cellina di Nardò e la già citata Ogliarola salentina.
Questi studi tendono a individuare i fattori che inducono una maggiore resistenza/tolleranza all'aggressione microbica.
Le differenti attitudini varietali possono permettere l'individuazione di cultivar resistenti nella platea delle oltre 1500 varietà che compongono il germoplasma conservato nelle principali banche dei semi mondiali.

## Origine ed evoluzione dell'evento patologico
Focolai puntiformi molto virulenti del Complesso del disseccamento rapido dell'olivo sono segnalati su ulivi in tutto il Salento e nella provincia di Lecce, con centinaia di impianti ormai appassiti e morti. Il fenomeno ha iniziato a manifestarsi nel 2008/2009/2010 nell'entroterra di Gallipoli e nella parte occidentale della penisola salentina. L'estensione dei focolai in Puglia è stata aggravata dalle condizioni climatiche dell'inverno 2013-2014, la cui particolare mitezza non è stata in grado di compiere un abbattimento di massa del vettore sufficiente a contenere la diffusione dell'infezione. Al 2015, infatti, alla distribuzione puntiforme dei focolai della provincia di Lecce se ne è aggiunto anche uno in provincia di Brindisi, nel comune di Oria, che attesta il travalicamento a nord dei precedenti limiti territoriali.
Nonostante temperature più rigide, l'espansione settentrionale della batteriosi non si è arrestata nell'inverno 2016/2017, andando a intaccare anche coltivazioni che, in precedenza, ricadevano in zona di contenimento: il 13 gennaio 2017, infatti, è stata resa nota la localizzazione di 5 focolai in agro di Taranto, Fragagnano, Ceglie Messapica, Grottaglie, San Vito dei Normanni. Altri 4 nuovi focolai sono stati individuati nel mese di febbraio 2017 nelle coltivazioni olivicole di Brindisi, Francavilla Fontana, Oria, e Manduria.

### Associazione conXylella fastidiosa spp. pauca

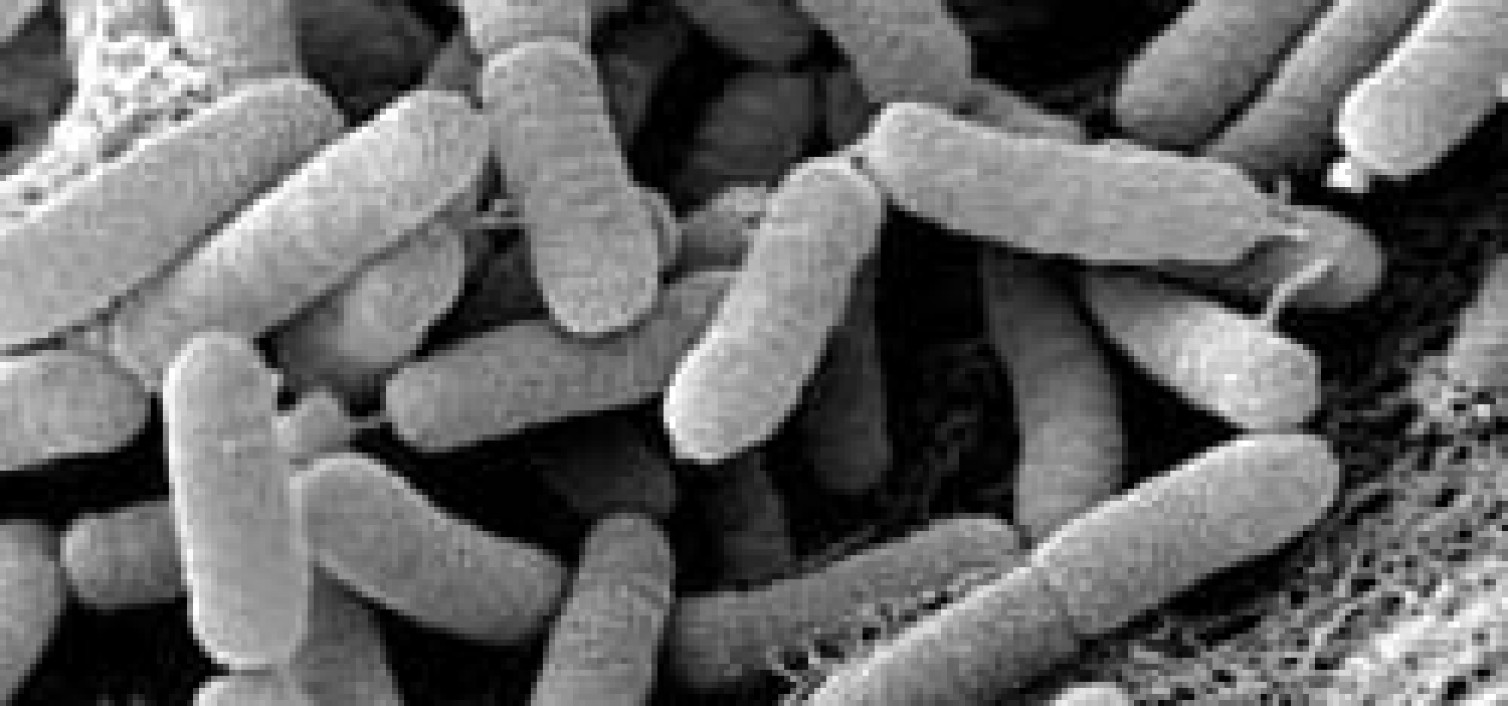
Xylella fastidiosa al microscopio elettronico.

Xylella fastidiosa (Well, Raju et al., 1986) è un batterio Gram negativo della classe Gammaproteobacteria, famiglia delle Xanthomonadaceae, che vive e si riproduce all'interno dell'apparato conduttore della linfa grezza (i cosiddetti vasi xilematici, portatori di acqua e sali minerali), noto per la sua attività planticida. Il microrganismo è in grado di indurre pesanti alterazioni alla pianta ospite con grande dannosità per le coltivazioni agricole, essendo all'origine della malattia di Pierce nella vite, della clorosi variegata (CVC) degli agrumi in Brasile, oltre alla strettissima associazione CoDiRO nell'agricoltura italiana.
Sono oltre 100 le specie di piante affette da Xylella spp., con malattie quali il mal di pennacchio nel pesco, la bruciatura delle foglie di oleandro, il cancro degli agrumi; è stato segnalata una notevole incidenza anche su prugno, ciliegio e mandorlo.
Per la sua pericolosità, all'epoca era classificato come specie da quarantena nella lista A1 della EPPO fin dal 1981 (organismi da quarantena non presenti in Europa: a seguito dell'insuccesso nell'eradicazione, dal mese di settembre 2017 il batterio è stato trasferito nella lista A2, relativa agli organismi da quarantena presenti in Europa). La classificazione A1 impone a ogni stato membro, in presenza di segnalazione sul territorio della Comunità europea, l'adozione obbligatoria di drastiche misure di eradicazione e contenimento, in base alla direttiva europea 2000/29/CE.
Sono rarissime, in letteratura scientifica, segnalazioni riguardanti l'olivo (Olea europaea) come pianta ospite di X. fastidiosa (solo altre due, all'aprile 2015): alcuni studi in merito, pubblicati nel 2014 da Krugner et al., sono stati condotti in California meridionale dopo segnalazioni su un incremento di mortalità di ulivi nell'area di Los Angeles. In quel caso, sebbene Xylella fastidiosa spp. multiplex sia stata spesso rinvenuta in ulivi che mostravano segni di deperimento di foglie e rami, non si è riusciti pienamente a dimostrarne la patogenicità sull'olivo. Un'altra segnalazione, proveniente dall'Argentina, riguarda X. fastidiosa ssp. pauca e riporta "manifestazioni sintomatologiche non dissimili" da quelle dell'infezione salentina: il ritrovamento, non giunto a pubblicazione scientifica nell'aprile 2015, è oggetto di una comunicazione personale di María Laura Otero al prof. Giovanni Paolo Martelli dell'Università di Bari. Il ritrovamento argentino riguarda la città di Córdoba e il nord della Provincia di La Rioja, su impianti di età superiore a 50 anni della varietà autoctona locale "Arauco". I sintomi rilevati sono lento decadimento, colorazione verde-opaca, perdite parziali e morte rapida di germogli e rami.

#### Ceppo CoDiRO
Nella sottospecie pauca di X. fastidiosa, il ceppo gemello dell'agente presente in Italia (codificato come ST53) è stato individuato in Costa Rica sull'oleandro, sul Mango, sulla noce macadamia, e sul caffè: l'ipotesi di un collegamento tra l'insorgenza del CoDiRO e le importazioni nel Salento di essenze florovivaistiche costaricane, già avanzata dai virologi del CNR di Bari, è stata corroborata dall'individuazione dell'infezione su piante ornamentali di caffè in transito in Paesi Bassi e importate dalla Costa Rica nell'ottobre 2014, e sul caffè. Si ritiene che proprio in Salento si sia verificata la prima esposizione dell'olivo al genotipo ST53. Nel 2016 si è accertato che uno dei focolai francesi (quello individuato, nel novembre 2015, in quattro esemplari di un arbusto fiorito ornamentale, la poligala, nel Jardin d'agrumes du Palais Carnolès a Mentone, vicino al confine italo-francese, a una decina di chilometri dalla Liguria) appartiene a pauca ST53, lo stesso ceppo responsabile del CoDiRO salentino.
La mancanza di mutazioni genetiche locali fa ritenere improbabile, invece, un adattamento evolutivo avvenuto nel Salento.
I principali vettori del CoDiRO sono le specie della famiglia Aphrophoridae (il cui nome comune, "sputacchine", rimanda alla schiuma bianca, simile alla saliva di uno sputo, in cui vivono immersi gli esemplari in fase giovanile), in particolare la specie Philaenus spumarius, nota come sputacchina media", specie molto diffusa in Europa e presente con dense popolazioni nella provincia di Lecce, dove ne è stata accertata scientificamente l'efficienza e l'efficacia come vettore del batterio. Nel 2018, il ricercatore Donato Boscia, del CNR, ha annunciato la scoperta di due nuovi vettori dell'infezione dovuta al genotipo ST53, Neophilaenus campestris e Philaenus italosignus, individuati da un team di ricercatori della sede di Bari dell'Istituto per la protezione sostenibile delle piante del CNR (Maria Saponari e Vincenzo Cavalieri), ed Enza Dongiovanni dell'Istituto "Basile-Caramia" di Locorotondo.

##### Nesso causale conX. fastidiosa
L'esistenza di una correlazione causale tra l'apparizione dei sintomi del CoDiRo e la presenza del batterio si è andata affermando col progresso degli studi, fino a giungere a conclusioni incontrovertibili nel corso del 2017, a seguito dell'esame, da parte di Giovanni Paolo Martelli, dell’Università di Bari e Accademico dei Lincei, componente della Commissione di ricerca dell'Accademia nazionale dei Lincei, e dal prof. Enrico Bucci della Temple University di Filadelfia, di una vastissima messe di campioni raccolti nel corso delle campagne di ricerca degli anni 2015 e 2016 G.

##### Piante ospiti del ceppo CoDiRO
Oltre all'olivo, il ceppo CoDiRO è stato presto rinvenuto in molte specie di piante ospiti (se ne contavano una quindicina già al mese di marzo 2015): mandorlo, ciliegio, oleandro, Vinca minor, Polygala myrtifolia, Westringia fruticosa, Acacia saligna, Spartium junceum. In condizioni sperimentali ne è stata accertata la suscettibilità anche per Catharanthus roseus (Vinca rosea), mirto, rosmarino, alaterno. Per alcune di tali specie, la suscettibilità a Xylella fastidiosa risulta una novità: si tratta di P. myrtifolia e W. fruticosa, per le quali non risultano menzioni nella letteratura scientifica precedente.
Nell'areale di infezione del Salento il ceppo CoDiRO non sembra affliggere, invece, gli agrumi, nonostante la consociazione di tali piante con colture ed esemplari di olivo con gravi infezioni da Xylella fastidiosa. L'alta polifagia del batterio, già conclamata, fa presagire un possibile ampliamento della platea di specie ospiti, con variazione nell'epidemiologia e nelle manifestazioni della sua patogenicità.

##### Elenco delle specie ospiti accertate (dati di gennaio 2018)
Al mese di gennaio 2018 risultava accertata la presenza del ceppo batterico in una trentina di piante ospiti:
Acacia saligna, Asparagus acutifolius (Asparago selvatico), Catharanthus, Chenopodium album, Cistus creticus, Dodonaea viscosa purpurea, Eremophila maculata, Erigeron bonariensis, Erigeron sumatrensis (Conyza sumatrensis), Euphorbia terracina, Grevillea juniperina, Heliotropium europaeum, Laurus nobilis (Alloro), Lavandula angustifolia (Lavanda), Lavandula stoechas, Myoporum insulare, Myrtus communis var. pumila (Mirto), Nerium oleander (Oleandro), Olea europea (Olivo), Pelargonium × fragrans (Geranio Odoroso), Phillyrea latifolia, Polygala myrtifolia, Prunus avium (Ciliegio), Prunus dulcis (Mandorlo), Rhamnus alaternus (Alaterno), Rosmarinus officinalis (Rosmarino), Spartium junceum (Ginestra), Vinca, Westringia fruticosa, Westringia glabra.

### Fattori colturali, bioclimatici, sociologici
Un team di fitopatologi dell'Università di Bari e del Consiglio Nazionale delle Ricerche di Bari, guidato da Giovanni Martelli, ha individuato le cause della diffusione del CoDiRO nella concomitanza di vari fattori:
- introduzione della specie batterica sul territorio salentino[36];
- presenza di un efficace vettore del batterio[36], la sputacchina media (Philaenus spumarius);
- condizioni bioclimatiche anomale, negli anni 2000, favorevoli alla diffusione del batterio, con inverni miti e precipitazioni a carattere tropicale durante l'anno[36];
- messa al bando dei presidi fitosanitari a base di esteri fosforici (organofosfati), che sono efficaci nel controllarne lo sviluppo[36];
- abbandono di cure e pratiche colturali, con conseguente riduzione degli impianti a uno stato di quasi-abbandono[2].

#### Abbandono colturale
Tra i fattori che hanno favorito la diffusione del CoDiRO, vi è lo stato semi-abbandono colturale di molti oliveti.
Tale situazione può essere imputata ad alcuni fattori sociologici, tra cui la scarsa incidenza di figure imprenditoriali giovanili e la parcellizzazione del tessuto produttivo, costituito da aziende agricole di piccole dimensioni. Sull'abbandono hanno pesato anche cause riconducibili a scelte della politica agraria nazionale, come l'adozione, da parte dell'Italia, del regime del «disaccoppiamento totale» (ex regolamento CE 864/2004) nel regime di aiuti al settore agricolo nazionale: l'opzione per tale sistema, che prevede erogazione di aiuti in misura indipendente dai reali livelli produttivi aziendali, non è idoneo a incentivare l'adozione di buone pratiche colturali.

### Iniziative di contenimento
L'espansione dei focolai del CoDiRO nel Salento, anche oltre i confini della provincia di Lecce, ha spinto all'adozione di politiche di contrasto con un programma teso all'eradicazione del batterio Xylella.
Il Ministero delle politiche agricole alimentari e forestali, con decreto del 12 settembre 2014, ha istituito un Comitato tecnico-scientifico con il compito di approfondire gli aspetti connessi alla gestione dell'emergenza fitosanitaria, in grado di promuovere e sviluppare le priorità della ricerca e fornire linee guida redatte su basi scientifiche: del comitato sono stati chiamati a far parte due specialisti dell'epidemia di Xylella negli Stati Uniti d'America, Sandy Purcell (Emeritus Professor) e Rodrigo Almeida (Associate Professor), entrambi docenti all'Università della California a Berkeley.
Per affrontare l'emergenza fitosanitaria, con ordinanza del Capo Dipartimento della Protezione Civile (OCPC n. 225 dell'11 febbraio 2015), è stato nominato un Commissario governativo straordinario, Giuseppe Silletti, comandante del Corpo forestale dello Stato nella Regione Puglia. Il Commissario delegato dal Governo italiano, sulla base delle indicazioni provenienti dagli specialisti impegnati sul fronte della ricerca sul CoDiRO, ha redatto un piano di contenimento che incontra forti resistenze nella popolazione locale. Al contempo, si è accumulata una notevole quantità di disinformazione, priva di ogni fondamento dal punto di vista scientifico, veicolata da Internet e dai mass media.
Di fronte a tale situazione, nel mese di marzo 2015, a distanza di anni dalle prime manifestazioni del disseccamento, lo sviluppo dei focolai e l'espansione del batterio in una quindicina di specie diverse hanno reso non più raggiungibile l'obbiettivo di eradicazione di Xylella nella provincia di Lecce, lasciando aperta la sola possibilità di un suo contenimento. Il successo dell'iniziativa di contenimento dell'espansione è condizione necessaria per la ricerca di soluzioni, anche curative, nell'area leccese già compromessa in modo definitivo.

#### Decisioni concordate in sede comunitaria
Nella riunione del 27 e 28 aprile 2015, il Comitato permanente per la salute delle piante dell'Unione europea ha deciso una serie di misure differenziate con l'istituzione di diverse fasce geografiche, differenziate per tipologia e intensità delle azioni di intervento:
- una fascia settentrionale di eradicazione in cui sono rese obbligatorie drastiche misure di "rimozione e [...] distruzione delle piante infette e di tutte le specie ospiti che crescono in un raggio di cento metri, a prescindere dal loro stato di salute"[13][39];
- una seconda fascia più meridionale, larga venti chilometri, che si estende dalla costa adriatica a quella ionica, in cui saranno attuate misure meno drastiche tese al contenimento del batterio, con abbattimento e rimozione degli alberi malati ed effettuazione di test sulle specie ospiti adiacenti nel raggio di 100 metri, senza obbligo di terra bruciata e di eradicazione di piante sane[13].
- una terza zona costituita dal resto della provincia di Lecce, in cui non vigerà l'obbligo di strappare gli ulivi, anche se malati[13].
- un cordone sanitario a separare la prima dalla seconda zona, in cui si provvederà al monitoraggio delle specie ospiti

Sono state decise, inoltre, restrizioni alle esportazioni di 150 specie florovivaistiche dalla Puglia e limitazioni stringenti alle importazioni di piante vive suscettibili alla Xylella provenienti da alcuni paesi, tra cui Honduras e Costa Rica.
Il 9 giugno 2016 la Corte di Giustizia dell'Unione europea ha sentenziato che la Commissione europea può richiedere agli Stati Membri di rimuovere tutte le piante che possono essere infette dal batterio della Xylella fastidiosa, anche quando non mostrano sintomi dell'infezione, quando queste piante sono vicine, nel raggio di 100 metri, a piante già infettate.

## Ricerca
Il CoDiRO è oggetto di un intenso programma di ricerca condotto da enti scientifici pugliesi (Università degli studi di Bari, Consiglio nazionale delle ricerche, CRA-Consiglio per la ricerca e la sperimentazione in agricoltura di Locorotondo), in collaborazione con istituzioni accademiche statunitensi (Università della California a Berkeley) e con centri di ricerca internazionali (Istituto Agronomico Mediterraneo).
Il 5 febbraio 2015, il lavoro di ricerca ha ricevuto una battuta di arresto a seguito dell'iniziativa investigativa della Procura di Lecce che ha ordinato il sequestro di una dozzina di computer a disposizione dei ricercatori dell'università e del CNR, prelevati dai laboratori o accecati con rimozione degli hard-disk. Nel dicembre 2015, nuove azioni della magistratura inquirente si sono rivolte verso la comunità dei ricercatori che si sono occupati del CoDiRO, sequestrando al tempo stesso le piante delle quali era prevista l'eradicazione per contenere l'epidemia.